# Nathaniel Davis
Nathaniel Davis (* 12. April 1925 in Boston, Massachusetts; † 16. Mai 2011 in Claremont, Kalifornien) war ein US-amerikanischer Diplomat und Hochschullehrer, der mehrmals Botschafter sowie 1975 Assistant Secretary of State for African Affairs war. Zuletzt war er zwischen 1976 und 1977 Botschafter in der Schweiz.

## Leben
Davis begann nach dem Schulbesuch ein grundständiges Studium an der Brown University, das er 1944 mit einem Bachelor of Arts (B.A.) abschloss. Danach leistete er während des Zweiten Weltkrieges von 1944 bis 1946 Kriegsdienst in der US Navy. Ein darauf folgendes Studium an der Fletcher School of Law and Diplomacy beendete er 1947 mit einem Master of Arts (M.A.) und absolvierte daneben 1947 ein Geschichtsstudium an der Tufts University. Dort schloss er sich der akademischen Ehrengesellschaft Phi Beta Kappa an.
1947 trat Davis in den diplomatischen Dienst in das US-Außenministerium ein und war anfangs zwischen 1947 und 1949 Vizekonsul an der Botschaft in der Tschechoslowakei sowie von 1949 bis 1952 Vizekonsul in Florenz. Nachdem er zwischen 1952 und 1953 Vizekonsul an der Botschaft in Italien war, wurde er 1954 Konsul an der Botschaft in der Sowjetunion und blieb dort bis 1956. Nach seiner Rückkehr in die USA wurde er 1957 Referent für die Sowjetunion im Außenministerium in Washington, D.C. 1962 wechselte er in das Friedenscorps und war dort zunächst Sonderassistent des Direktors und schließlich bis 1965 stellvertretender Direktor.
Am 4. Juni 1965 löste Davis Eugenie Anderson als Gesandter in Bulgarien ab und verblieb auf diesem Posten bis zum 20. Mai 1966, woraufhin John M. McSweeney am 26. Oktober 1966 seine Nachfolge antrat. Am 21. November 1968 wurde er Nachfolger von John Gordon Mein als Botschafter in Guatemala und übte dieses Amt bis zum 21. August 1971 aus. Sein dortiger Nachfolger wurde am 19. Oktober 1971 William G. Bowdler. Im Anschluss übernahm er selbst am 20. Oktober 1971 von Edward M. Korry den Posten als Botschafter der Vereinigten Staaten in Chile und bekleidete dieses Amt bis zum 1. November 1973, woraufhin David H. Popper am 22. Februar 1974 seine dortige Nachfolge antrat.
Davis selbst kehrte daraufhin ins Außenministerium zurück und wurde dort am 13. November 1973 Nachfolger von William O. Hall als Generaldirektor des Auswärtigen Dienstes (Director General of the Foreign Service). Diese Funktion hatte er bis zum 17. März 1975 inne und wurde daraufhin am 11. April 1975 durch Carol Laise abgelöst. Anschließend löste er am 2. April 1975 Donald B. Easum als Leiter des Afrika-Referats im Außenministerium (Assistant Secretary of State for African Affairs) ab, verblieb in dieser Verwendung jedoch nur bis zum 18. Dezember 1975 und wurde am 19. Dezember 1975 durch William E. Schaufele, Jr. abgelöst. Zuletzt wurde er am 9. Januar 1976 als Nachfolger von Peter H. Dominick Botschafter in der Schweiz und bekleidete diesen diplomatischen Posten bis zum 31. Juli 1977. Sein dortiger Nachfolger wurde am 13. September 1977 Marvin L. Warner.
Nach seinem Ausscheiden aus dem diplomatischen Dienst übernahm Davis, der sich auch für den Council on Foreign Relations (CFR) und die American Academy of Diplomacy engagierte, von 1977 bis 1983 eine Professur am Naval War College (NWC) in Newport und war anschließend von 1983 bis zu seinem Tode 2011 Professor für Politikwissenschaft am Harvey Mudd College in Claremont.
Aus seiner Ehe mit Elizabeth Davis gingen fünf Kinder hervor.

## Veröffentlichungen
- Mozambique Independence. Based on a statement by Ambassador Nathaniel Davis, Assistant Secretary of State for African Affairs, before the Subcommittee on Africa of the Senate Committee on Foreign Relations, US State Department, Washington, D.C. 1975
- The last two years of Salvador Allende, Tauris, London 1985, ISBN 1-85043-007-1